# 足利義胤
足利 義胤または桃井 義胤（あしかが よしたね、もものい よしたね、生没年不詳）は、平安時代末期から鎌倉時代前期、中期の武士。鎌倉幕府の御家人。初め通称を足利四郎と称し、のち桃井近江守と称した。官位は従五位下、左兵衛尉、右馬介、兵部大輔。父は桃井義助。

## 生涯
清和源氏足利氏の桃井氏の祖。河内源氏義国流足利氏の支族で、『尊卑分脈』によると、父は足利義助、養父に足利義兼（祖父）、母は不詳。承久の乱で父桃井義助を失うが、その後桃井郷(榛東村)に所職を与えられ、入部して名字の地とする。子に桃井頼氏、桃井頼直、篠原光胤。南北朝期に活躍した桃井氏は義胤の後裔。